# Platysympus compressus
Platysympus compressus är en kräftdjursart som beskrevs av Francis Day 1978. Platysympus compressus ingår i släktet Platysympus och familjen Lampropidae. Inga underarter finns listade i Catalogue of Life.